# Liste des députés du Mont-Blanc
Cette page liste l'ensemble des députés français élus dans l'ancien département du Mont-Blanc.

## Convention
Le département du Mont-Blanc envoie à la Convention nationale 10 députés (4 suppléants sont élus  également).
Députés
- François Gentil, avocat à Carouge (26 mai 1755 - 9 mai 1830). Prend séance le 18 avril 1793 (ou le 22 février 1793) jusqu'au 26 octobre 1795. Dantonniste.
- Jean-Michel Dubouloz, avocat et propriétaire à Chablais (1er juillet 1750 - 28 décembre 1809). Prend séance le 18 avril 1793 jusqu'au 26 octobre 1795. Fait partie de la Plaine et siégera de nouveau au Conseil des Cinq-Cents.
- François-Jean-Baptiste Carelli de Bassy de Cevins (5 mai 1759 - 18 janvier 1818). Prend séance en mars (ou le 10 février) 1793 ; donne sa démission le 23 pluviôse an II (11 février 1794) pour cause de maladie, mais rentre à la Convention le 15 ventôse an II (5 mars 1794) jusqu'au 26 octobre 1795. Centre gauche.
- Anthelme Marin, avocat à Chambéry (12 mai 1758 - 1er juillet 1825). Prend séance en mars 1793 (ou le 1er février 1793) jusqu'au 26 octobre 1795 dans le groupe de la Montagne. Siégera aussi au Conseil des Cinq-Cents.
- Bernard-Jean-Maurice Duport, avocat à Chambéry (7 août 1762 - 16 décembre 1832). Prend séance en mars 1793 (le 8) jusqu'au 26 octobre 1795, dans le groupe de la Plaine. Siégera aussi au Conseil des Cinq-Cents.
- Jean-Baptiste Philippe Marcoz (18 août 1759 - 5 novembre 1834), médecin à Saint-Jean-de-Maurienne. Marcoz prend séance à partir de mars 1793 et est réélu au Conseil des Cinq-Cents sous le Directoire.
- Michel Guméry ou Gumery (15 mai 1751 - 6 février 1803), avocat à Moutiers. Prend séance en mars 1793 (ou le 10 février 1793) jusqu'au 26 octobre 1795, dans le groupe de la Plaine.
- Jacques-Antoine Balmain (ou Balmin) (11 avril 1751 - 23 avril 1828), avocat à Chambéry. Prend séance en mars 1793 (ou le 10 février 1793) jusqu'au 26 octobre 1795, dans le groupe des Modérés. Siégera également au sein du Conseil des Cinq-Cents.
- Bal. N'accepte pas et opte pour la fonction de procureur syndic à Moutiers. Est remplacé par Dumaz, 1er suppléant.
- Gavard. Donne sa démission[1] ; est remplacé par Genin, 2e suppléant.

Suppléants
- Jacques-Marie Dumaz (9 avril 1762 - 9 janvier 1839), avocat à Chambéry. Remplace Bal et prend séance le 18 avril 1793 jusqu'au 26 octobre 1795, dans le groupe de la Montagne. Siégera également au Conseil des Cinq-Cents et dans le Corps législatif.
- Jean-François Genin (22 janvier 1765 - 8 mars 1838), avocat à Chambéry. Remplace Gavard et prend séance le 7 août 1793 jusqu'au 26 octobre 1795, chez les Montagnards.
- Jacques Grenus, employé à l'armée des Alpes. N'a pas siégé.
- Jean-Claude Burnod, agent national du district d'Annecy.

## Conseil des Cinq-Cents
- Joseph Marie Gavard (14 juin 1743 - 1er juillet 1823). Siège du 16 octobre 1795 au 26 décembre 1799.
- Jean-Michel Dubouloz, avocat et propriétaire à Chablais (1er juillet 1750 - 28 décembre 1809). Siège du 14 octobre 1795 au 20 mai 1797 dans le groupe des Modérés. A également siégé à la Convention
- Anthelme Marin, avocat à Chambéry (12 mai 1758 - 1er juillet 1825). Siège du 14 octobre 1795 au 20 mai 1798, à gauche. A également siégé à la Convention.
- Bernard-Jean-Maurice Duport, avocat à Chambéry (7 août 1762 - 16 décembre 1832). Siège du 13 octobre 1795 au 20 mai 1798, dans le groupe des Modérés. A également siégé à la Convention.
- Jean-Baptiste-Philippe Marcoz (18 août 1759 - 5 novembre 1834), médecin à Saint-Jean-de-Maurienne. Siège du 14 octobre 1795 au 4 avril 1797. A également siégé à la Convention.
- Jacques-Antoine Balmain (ou Balmin) (11 avril 1751 - 23 avril 1828), avocat à Chambéry. Siège du 15 octobre 1795 au 20 mai 1797 dans le groupe des Modérés. A également siégé à la Convention.
- Jacques-Marie Dumaz (9 avril 1762 - 9 janvier 1839), avocat à Chambéry. Siège du 14 octobre 1795 au 20 mai 1797, à gauche. A également siégé à la Convention et siégera au sein du Corps législatif.
- Joseph Chamoux (mort le 26 mai 1802). Siège du 14 avril 1799 au 26 décembre 1799.
- François Chastel (6 mai 1765 - 1er juillet 1847). Siège du 14 avril 1798 au 26 décembre 1799.
- Joseph Marie Dessaix (24 septembre 1764 - 26 octobre 1834). Siège du 12 avril 1798 au 26 décembre 1799.
- Claude-Marie-Joseph Philippe (23 janvier 1761 - 26 janvier 1834), d'Annecy. Siège du 13 avril 1799 au 26 décembre 1799, en tant qu'antibonapartiste. Siégera également au sein de la Chambre des représentants.
- Paul Louis Balthazar Mermoz (né le 1er mars 1760). Siège du 17 octobre 1795 au 20 mars 1799.
- Pierre Louis Marie Roze (né le 23 mai 1759). Siège du 11 avril 1797 au 4 septembre 1797, chez les Clichyens.
- François Favre (4 avril 1757 - 7 mai 1855). Siège du 17 octobre 1795 au 26 décembre 1799.
- Philippe Rosset (né le 1er janvier 1757). Siège du 11 avril 1797 au 4 septembre 1797, à droite.
- Charles Antoine Mansord (1756-1832), avocat, de Villard-sur-Doron ou plus probablement Chambéry, maire de cette commune (1792-1795). Siège du 14 avril 1798 au 26 décembre 1799, chez les Modérés. Siégera également au sein du Corps législatif.
- François Amédée Doppet (15 mars 1753 - 26 avril 1799). Siège du 13 avril 1798 au 26 décembre 1799, à gauche.

## Corps législatif (Consulat et Premier Empire)
- Jacques-Marie Dumaz (1762-1839), avocat à Chambéry. Siège du 25 décembre 1799 au 1er juillet 1802. Siégera à la Convention et au Conseil des Cinq-Cents.
- Charles Antoine Mansord (1756-1832), avocat, de Villard-sur-Doron ou plus probablement Chambéry, maire de cette commune à partir de 1792. Siège du 25 décembre 1799 au 1er juillet 1803. Siégera au Conseil des Cinq-Cents.
- Joseph François Victor de Saultier de Monthoux (1743-1808), sous-préfet d'Annecy au 18 brumaire[2]. Siège du 27 mars 1802 au 1er juillet 1807.
- Antoine de Sauzay (1er avril 1745 - 26 avril 1821), administrateur, de Lyon[2]. Siège du 27 mars 1802 au 1er juillet 1807.
- Claude Picollet (1746-n. d.), avocat, de Chambéry[3]. Siège du 19 novembre 1803 au 1er juillet 1808.
- Victor-Joseph de Chevillard (1757-1836), militaire, d'Aix. Siège du 2 mai 1809 au 4 juin 1814. Siégera lors de la Première Restauration.
- Jean-Marie Durandart (1766-1827), avocat puis magistrat de Moûtiers. Siège du 2 mai 1809 au 1er juillet 1813.
- François Ruphy de Menthon (1765-1853), commerçant, puis administrateur, d'Annecy. Siège du 2 mai 1809 au 1er juillet 1813. Siégera lors de la Première Restauration.

## Chambre des députés des départements (Première Restauration)
- François Ruphy de Menthon (1765-1853). Siège du 4 juin 1814 au 20 mars 1815. A également siégé au sein du Corps législatif.
- Victor-Joseph de Chevillard ou encore Joseph Louis Victor Chevillard de Marlioz (21 février 1757 - 15 septembre 1836). Siège du 4 juin 1814 au 20 mars 1815. A également siégé au sein du Corps législatif.

## Chambre des représentants (Cent-Jours)
Assemblée mise en place lors des Cent-Jours, du 11 mai 1815 au 13 juillet 1815
- Antoine Janin (1775-1861), officier général, de Chambéry[3].
- Claude-Marie-Joseph Philippe (1761-1834) d'Annecy. A également siégé au Conseil des Cinq-Cents[3].
- Joseph Marie Rose Armand (1757-1821), de Chindrieux, magistrat[4].

Siégeant à partir du 12 mai 1815 :
- Henri Émery (1767-....), de Crempigny, fonctionnaire[5].
- Claude-François Bastian (1764-1838), de Frangy, notaire[4].

## Chambre des députés des départements (Seconde Restauration)
- Joseph-François Tochon (4 novembre 1772 - 19 août 1820). Siège lors de la Ire législature, du 22 août 1815 au 5 septembre 1816, dans la majorité ministérielle.
- François-Joseph-Marie-Henri La Perrière de Viry (27 juillet 1766 - 15 janvier 1820). Siège lors de la Ire législature, du 22 août 1815 au 5 septembre 1816, chez les Ultras.
- Antoine Bernard Finot (1750-1818). Siège lors de la Ire législature, du 22 août 1815 au 5 septembre 1816 , au sein de la minorité modérée. A également siégé dans le Corps législatif et au sein de la première Chambre des députés des départements, en tant que représentant de l'Yonne.